# Steven Goldstein

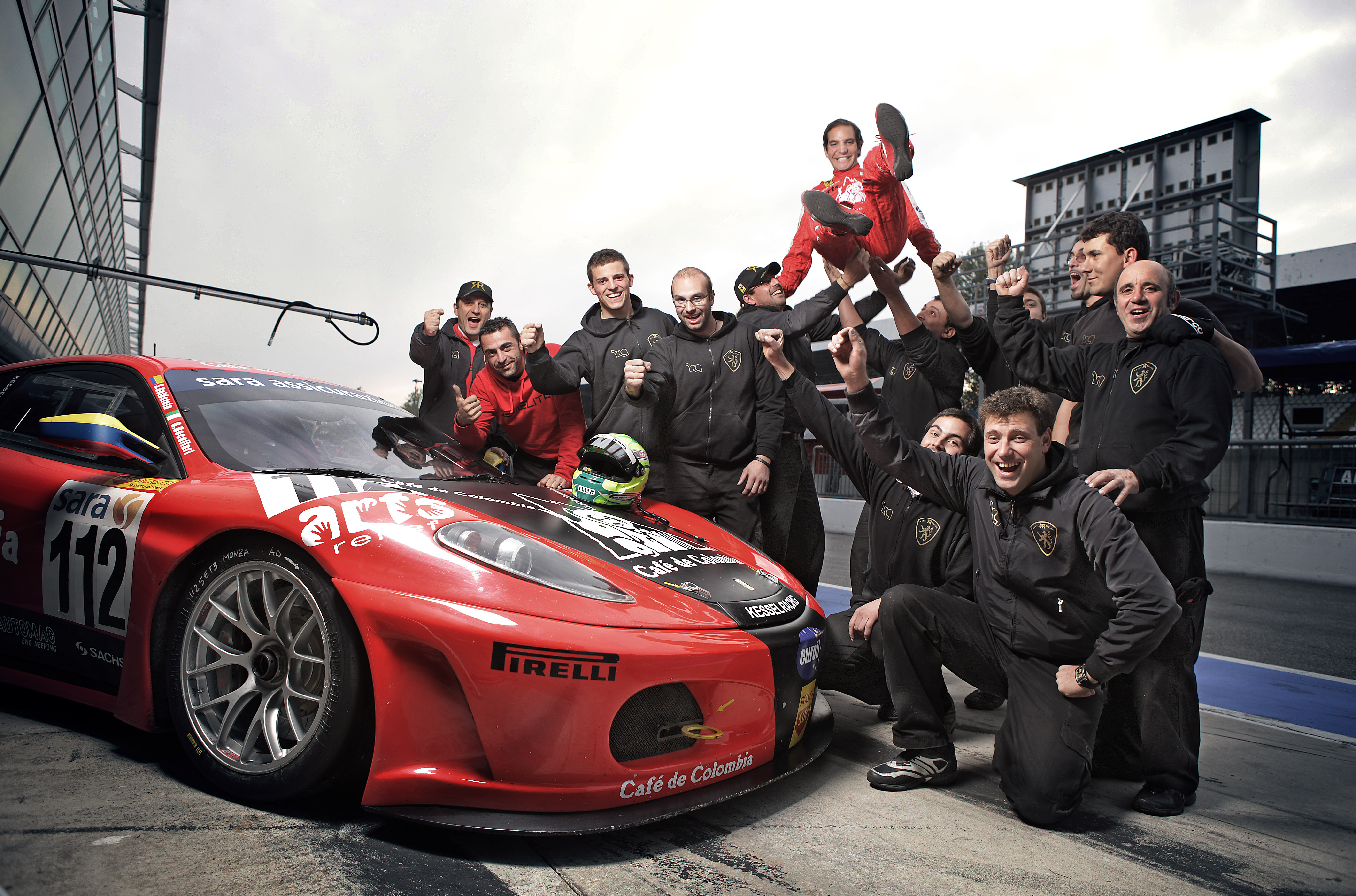
Steven Goldstein celebrada por su equipo en Monza, Italia

Steven Goldstein (Bogotá, 23 de febrero de 1981) es un piloto de automovilismo colombiano.

## Carrera
En el 2004 quedó campeón de Fórmula 2000 en Estados Unidos con un récord de 8 victorias y 11 podios. Su título permitió que el equipo oficial de Audi Sport Italia le ofreciera un puesto para competir en la Superstars Series en 2006, y fue declarado Novato del Año.
En el 2007 el equipo se ganó el campeonato de constructores con su equipo Audi Sport Italia. El equipo le renovó el contrato por otros dos años. Sus compañeros de equipo incluyeron a Gianni Morbidelli y a Dindo Capello. En el 2009 lo firmó la escudería de Ferrari Kessel en Italia.  Ganó 2 carreras en el campeonato Italiano GT y marcó 5 poles. Finalizando el año se coronó campeón de las 6 Horas de Bogotá como novato. Piloteando 2 carros diferentes y ganando con los 2, y ocupando los primeros 2 puestos de llegada.
En el 2010 corrió el campeonato Europeo monomarca Trofeo Maserati.  Lideró el campeonato mucho del año y lo perdió en la última carrera, quedando de subcampeón. En 2011 compitió en el campeonato Europeo International GT Sprint con Ferrari. Su compañero de equipo fue el español Antonio de la Reina.  Ganaron el campeonato con 1 carrera aún en el calendario. En el 2012 defendió su título esta vez con Lamborghini.  La categoría tuvo varios candidatos al título, hubo 12 ganadores diferentes en 14 carreras.  Goldstein ganó el campeonato en la última carrera, por un margen de solo 4 puntos por encima de Roberto Delli Guanti.
El 2013 fírmó con Porsche para defender su título y logró su tercer título Europeo. Este 2014 regresó con Ferrari para competir en el campeonato Italiano GT Primera División.  Su compañero de equipo fue el Italiano Daniel Mancinelli. Obtuvieron el récord de victorias con 4, y quedaron de subcampeones en un campeonato que se decidió la última vuelta de la última carrera.  

### Fórmula 1
En 2015, Goldstein anunciaría que el equipo Force India lo había contratado como piloto de pruebas para la temporada 2015 